# Кадена
Кадена (яп. 嘉手納町 Кадэна-тё:) — посёлок в Японии, находящийся в уезде Накагами префектуры Окинава. Площадь посёлка составляет 15,04 км², население — 13 546 человек (1 августа 2014), плотность населения — 900,66 чел./км²..
Недалеко от посёлка находится крупнейшая в Азии военно-воздушная база США «Кадена».

## Географическое положение
Посёлок расположен на острове Окинава в префектуре Окинава региона Кюсю. С ним граничат город Окинава, посёлок Тятан и село Йомитан.

## Население
Население посёлка составляет 13 546 человек (1 августа 2014), а плотность — 900,66 чел./км². Изменение численности населения с 1980 по 2005 годы:
| 1980 | 14 094 чел. |  |
| 1985 | 14 126 чел. |  |
| 1990 | 13 865 чел. |  |
| 1995 | 13 752 чел. |  |
| 2000 | 13 661 чел. |  |
| 2005 | 13 629 чел. |  |

## Символика
Деревом посёлка считается Symplocos kuroki, цветком — гибискус.